# Духовний Олександр
Олекса́ндр Духо́вний (нар. 2 серпня 1950, Київ) — головний рабин Києва і України громад прогресивного юдаїзму, духовний лідер Релігійного Об'єднання громад прогресивного юдаїзму України.

## Біографія
Закінчив Київський політехнічний інститут. У 1967-1990 роках працював в Інституті електрозварювання ім. Є. О. Патона НАН України; вчений-винахідник.
У 1990—1994 роках працював керівником програм Американського Єврейського розподільчого гуманітарного комітету «Джойнт». Був у складі групи ентузіастів, завдяки котрим в Києві в 1991 р. була відновлена, а потім і зареєстрована перша в Україні громада прогресивного юдаїзму «га-Тіква». У 1994-1999 рр. навчався в рабиністичній Академії «Лео Бек Коледж» і одночасно в Центральній Лондонській школі психологів, а також Лондонському університеті, де в 1998 р. отримав звання магістра мистецтв в області івриту та єврейських знань. У 1999 р. захистив дисертацію і був посвячений у сан рабина. З 1999 р. працює рабином в Релігійному Об'єднанні громад прогресивного юдаїзму України та у Київській громаді прогресивного юдаїзму «га-Тіква» (в перекладі з івриту — «Надія»), У вересні 1999 року обраний головним рабином Києва і України громад прогресивного юдаїзму. Член кількох Конференцій рабинів країн Європи та Америки.